# Elswick (Newcastle upon Tyne)
Elswick è un quartiere di Newcastle upon Tyne nella contea di Tyne and Wear. La località è famosa per le sue industrie meccaniche ed è stata la sede della Elswick-Armstrong.
La località si trova sul fiume Tyne nel Northumberland, nel nord-est dell'Inghilterra.